# 博斯克 (亞利桑那州)
博斯克（英語：Bosque）是位於美國亞利桑那州馬里科帕縣的一個非建制地區。該地的面積和人口皆未知。

## 地理
博斯克的座標為32°57′59″N 112°35′54″W / 32.96639°N 112.59833°W，而該地的平均海拔高度為299米（即981英尺）。